# Mount Heine
Mount Heine ist ein 741 m hoher Hügel auf White Island im antarktischen Ross-Archipel. Er ragt im nördlichen Teil der Insel auf. 
Teilnehmer einer von 1958 bis 1959 dauernden Kampagne im Rahmen der New Zealand Geological Survey Antarctic Expedition benannten ihn. Namensgeber ist Arnold John Heine, Leiter der Kampagne und Erstbesteiger des Hügels.